# Graham Moore (escritor)
Graham Moore (11 de agosto de 1981) es un escritor, guionista y director de cine estadounidense conocido por su novela debut El hombre que mató a Sherlock Holmes (The Sherlockian), que entró en la New York Times Best Seller list de superventas en 2010, y por su guion de la película The Imitation Game (Descifrando Enigma, en España, y El código Enigma, en Latinoamérica), el cual le valió el premio Óscar al mejor guion adaptado en la 87.ª ceremonia de los premios de la Academia.

## Vida personal
Moore nació en Chicago, Illinois, y creció en la parte norte de la ciudad, divorciándose sus padres cuando Moore aún era pequeño. Su madre, Susan Sher, fue jefa de gabinete de la primera dama de los Estados Unidos Michelle Obama.
Moore terminó sus estudios en el Colegio Laboratorio de la Universidad de Chicago en 1999 y se graduó en historia de las religiones en 2003 en la Universidad de Columbia.

## Carrera
Uno de los primeros trabajos de Moore en Hollywood fue como miembro del equipo de guionistas de la serie de televisión 10 Things I Hate About You.
Alan Turing había sido para Moore un héroe desde su adolescencia, lo que le llevó a escribir un guion adaptado basado en la biografía de Alan Turing escrita por Andrew Hodges. Este guion encabezó en 2011 la lista de guiones más prometedores que todavía no tenían productor (obtenida a través de la encuesta Black List). Finalmente sería producido por la Warner Bros y terminaría valiéndole a Moore el premio Óscar al mejor guion adaptado, así como muchos otros premios y nominaciones.
También en 2011, Warner Bros eligió a Moore para adaptar la novela The Devil in the White City para una película, que protagonizará Leonardo DiCaprio y se estrenará en el 2024.
En el 2022, se estrenó The Outfit, la ópera prima de Moore como director.

## Premios

### Premios Óscar
| Año  | Categoría                     | Película           | Resultado |
| ---- | ----------------------------- | ------------------ | --------- |
| 2014 | Óscar al mejor guion adaptado | The Imitation Game | Ganador   |

### Globos de Oro
| Año  | Categoría                   | Película           | Resultado |
| ---- | --------------------------- | ------------------ | --------- |
| 2014 | Globo de Oro al mejor guion | The Imitation Game | Nominado  |

### Premios BAFTA
| Año  | Categoría                     | Película           | Resultado |
| ---- | ----------------------------- | ------------------ | --------- |
| 2014 | BAFTA al mejor guion adaptado | The Imitation Game | Nominado  |